# ألدا غراسا
ألدا نيفيس دا غراسا دو إسبيريتو سينتو، (30 أبريل 1926 - 9 مارس 2010)، المعروف باسم ألدا دو إسبيريتو سينتو أو ألدا غراسا، كانت شاعراة من ساو تومي وبرينسيب تكتب باللغة البرتغالية. عملت أيضًا في حكومة سانتوميان بعد استقلال البلاد.

## الحياة والوظيفة
ولدت في ساو تومي إي برينسيبي، الإقليم البرتغالي السابق قبالة سواحل غرب إفريقيا، لوالديها جواو غراسا دو إسبيريتو سانتو وماريا دي خيسوس أغوستينو داس نيفيس. كانت العائلة بارزة في مدينة ساو تومي. وبعد المدرسة الابتدائية، التحقت بالمدرسة الثانوية في البرتغال. وفي عام 1948، بدأت ألدا الدراسة في لشبونة لتصبح معلمة ابتدائية.
أثناء وجودها في لشبونة، التقت ألدا بطلاب من مستعمرات برتغالية أخرى وانضمت إلى جمعية طلابية تسمى «بيت طلاب الإمبراطورية». وفي عام 1951، أسست «مركز الدراسات الأفريقية» مع طلاب آخرين مهتمين بالقومية، منهم السياسي الأنغولي ماريو بينتو دي أندرادي، وأغوستينو نيتو الذي أصبح رئيس جمهورية أنغولا لاحقا، ونويميا دي سوزا، ومارسيلينو دوس سانتوس من موزمبيق، وأميلكار كابرال من غينيا بيساو.
عادت ألدا إلى ساو تومي في يناير 1953. عملت كمعلمة وواصلت نشاطها في الأوساط القومية. وفي ديسمبر 1965 تم اعتقالها وسجنها لعدة أشهر من قبل السلطات البرتغالية نتيجة ارتباطها بحركة التحرير الإفريقية.
منذ عام 1975، عندما حصل ساو تومي وبرينسيبي على الاستقلال عن البرتغال، شغلت ألدا العديد من المناصب العليا في الحكومة، منها وزيرة التعليم والثقافة، ووزيرة الإعلام والثقافة، ورئيسة الجمعية الوطنية، والأمين العام للاتحاد الوطني للكتاب وفناني ساو تومي وبرينسيبي.
كما أنها ألّفت كلمات النشيد الوطني «الاستقلال الكلي». تشمل أعمالها المنشورة «جورجال الجزر» (1976) و«لنا التربة المقدسة للأرض» (1978). أدرجت قصيدتها «نفس الجانب من القارب» (ترجمة كاثلين ويفر) في مختارات مثل «كتاب البطريق للشاعرات» (1987) و"بنات إفريقيا" (1992).
توفيت عن عمر يناهز 83 عامًا في مستشفى في لواندا بأنغولا في 10 مارس 2010، يوم أن أعلنت حكومة ساو تومي إي برينسيبي الحداد الوطني لمدة خمسة أيام.